# 小野正昭
小野 正昭（おの まさあき、1946年1月20日 - ）は、日本の外交官。外務省領事移住部長を経て、駐ポーランド特命全権大使、駐メキシコ特命全権大使を務めた。

## 人物・経歴
山梨県出身。1970年一橋大学経済学部を卒業して外務省入省。1990年在大韓民国日本国大使館参事官（政務担当）。1997年朝鮮半島エネルギー開発機構日本代表。
2000年外務大臣官房領事移住部長に就任。領事移住部長として2002年に起こった瀋陽総領事館北朝鮮人亡命者駆け込み事件に対応。訪中し、羅田広中華人民共和国外交部領事司司長と面会し、日本側職員は中国人民武装警察部隊の警官が瀋陽総領事館に入り亡命者を連行することに同意していないの日本側調査内容を説明した。これに対し羅司長は、中国側の調査結果と食い違うとし、副領事の同意を得ていたなどとする反論を行った。
2003年から駐ポーランド特命全権大使、2006年10月から科学技術協力担当特命全権大使、2007年から駐メキシコ特命全権大使。
2011年退任。2012年06月、アギラ・アステカ勲章（メキシコ政府が外国籍の人物に与える最高栄誉）受章。2013年公益財団法人日韓文化交流基金理事長。2022年、瑞宝中綬章受章。同年公益財団法人日韓文化交流基金顧問。一般社団法人海外邦人安全協会会長、特定非営利活動法人量子化学探索研究所理事等も歴任した。

## 同期
- 薮中三十二（外務事務次官）
- 成田右文（駐メキシコ大使）
- 小嶋光昭（駐ルクセンブルク大使）
- 西田芳弘（外務省中南米局長）
- 国枝昌樹（駐シリア大使）など
- 安藤裕康（11年国際交流基金理事長・08年駐イタリア大使）
- 原聰（08年関西担当大使・05年駐ポルトガル大使・01年駐ブルネイ大使）
- 上野景文（杏林大学客員教授・06年駐バチカン大使・01年駐グアテマラ大使）
- 大木正充（07年駐アゼルバイジャン兼グルジア大使・04年駐クウェート大使・駐イエメン大使）
- 小溝泰義（13年広島平和文化センター理事長・10年駐クウェート大使）
- 夏井重雄（08年駐カザフスタン大使）
- 河東哲夫（02年駐ウズベキスタン大使）
- 駒野欽一（10年駐イラン大使・06年駐エチオピア兼ジブチ大使・02年駐アフガニスタン大使）
- 石榑利光（11年駐スロベニア大使）
- 城守茂美（13年駐スロベニア大使）
- 柴崎二郎（10年駐ニカラグア大使）